# Jefferson County, Montana
Jefferson County är ett administrativt område i delstaten Montana, USA. År 2010 hade countyt 11 406 invånare. Den administrativa huvudorten (county seat) är Boulder. 

## Geografi
Enligt United States Census Bureau har countyt en total area på 4 296 km². 4 290 km² av den arean är land och 6 km² är vatten. 

### Angränsande countyn
- Lewis and Clark County, Montana - nord
- Broadwater County, Montana - öst
- Gallatin County, Montana - sydost
- Madison County, Montana - syd
- Silver Bow County, Montana - väst
- Deer Lodge County, Montana - väst
- Powell County, Montana - nordväst